# Barrage hydroélectrique de Cerrón Grande
Le barrage hydroélectrique de Cerrón Grande (en espagnol : Central Hidroeléctrica Cerrón Grande) enjambe la rivière Lempa 78 km au nord de San Salvador dans les municipalités de Potonico (Chalatenango) et Jutiapa (Cabañas) au Salvador.
Le barrage-poids en béton a une hauteur de 90 m et une longueur de 800 m. Le réservoir du barrage a une superficie de 135 km2 et une capacité de 2 180 millions de m³.
La centrale hydroélectrique était équipée à sa mise en service de 2 turbines Francis de 67,5 MWe d'une capacité totale de 135 MWe. Les principaux travaux de maintenance réalisés entre 2003-2007 ont consisté à remplacer les turbines par 2 unités de 85 MWe d'une capacité totale de 170 MWe, générant 488 GWh par an.

## Lac de Cerrón Grande
Le réservoir de Cerrón Grande (en espagnol : Embalse Cerrón Grande), connu localement sous le nom de lac Suchitlán, est le plus grand plan d'eau douce du Salvador,. En 2005, le réservoir et environ 470 km2 adjacents ont été classés comme "zone humide d'importance internationale" en vertu de la Convention de Ramsar. La zone abrite un grand nombre d'espèces d'oiseaux d'eau, de canards et de poissons,.

## Histoire
En raison de la construction du barrage hydroélectrique de Cerrón Grande, plus de 13 000 personnes ont été déplacées et de nombreux cantons, caserios ou hameaux, églises, cimetières et plus de 20 sites archéologiques importants ont été perdus. Ces pertes incluent le canton El Tablon et le canton San Juan à Suchitoto (Cuscatlan),,.